# Audrey Emerton, Baroness Emerton

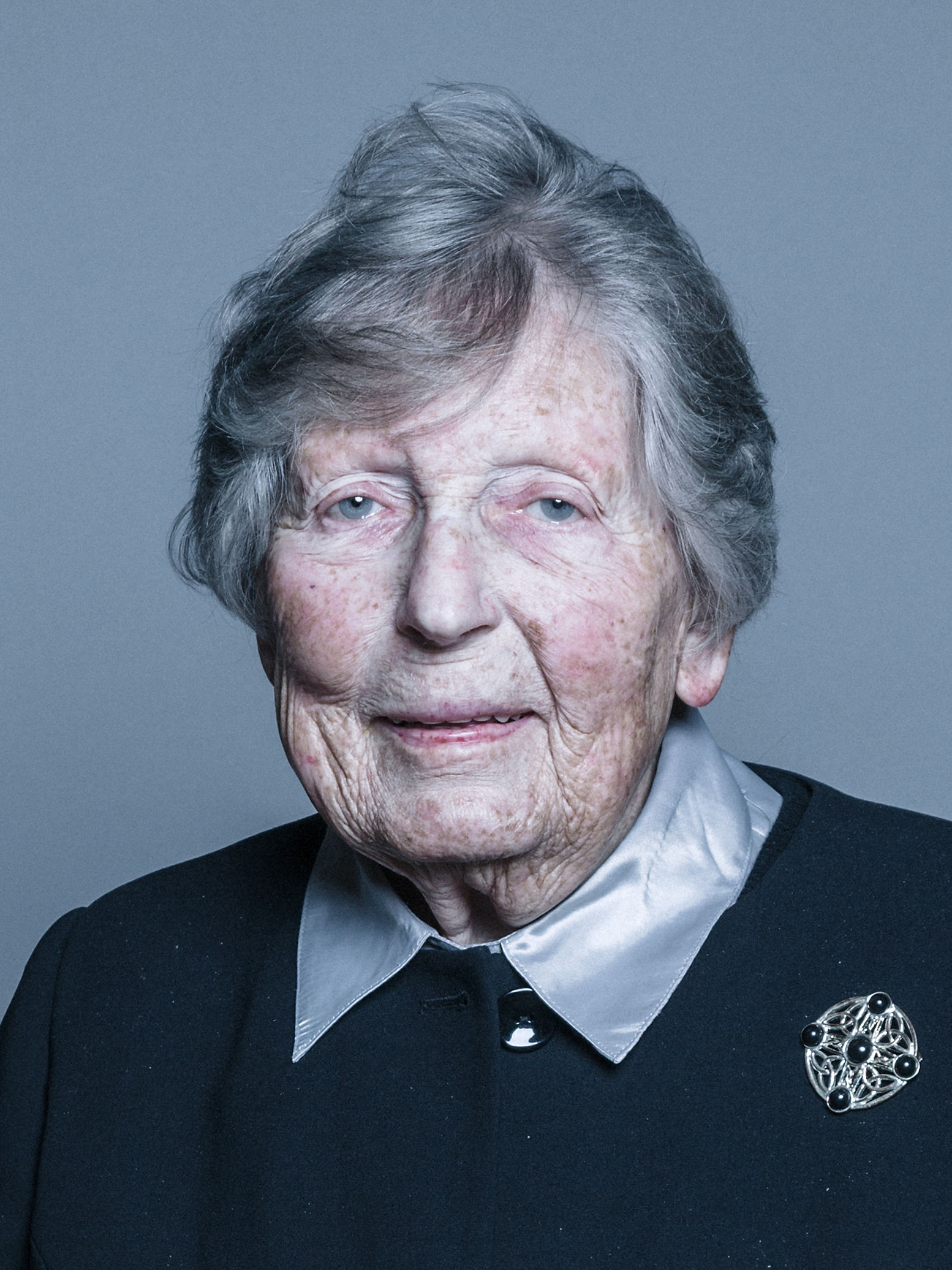
Audrey Emerton, Baroness Emerton

Audrey Caroline Emerton, Baroness Emerton DBE, DL,  (*  10. September 1935) ist eine britische Krankenschwester, Politikerin und Life Peeress.

## Leben

### Ausbildung und Berufslaufbahn
Emerton, Tochter von George William Emerton († 1971) und Lily Harriet Squirrell, besuchte die Tunbridge Wells Grammar School in Tunbridge Wells, Kent.
1954 erhielt sie die staatliche Zulassung als Hebamme (State Certified Midwife), 1957 als Krankenschwester (State Registered Nurse) und 1964 die einer Krankenschwesternlehrerin (Registered Nurse Tutor).
1968 war sie Dozentin (Senior Tutor) am St George‘s Hospital London und von 1968 bis 1970 Leitende Oberschwester (Principal Nursing Officer) in der Schwesternausbildung beim Bromley Hospital Management Committee. Von 1970 bis 1973 war sie Oberschwester (Chief Nursing Officer) des Tunbridge Wells and Leybourne Hospital Management Committee. Anschließend arbeitete sie bis 1991 für den National Health Service als „Regional Nursing Officer“ bei der South East Thames Royal Health Authority (SE Thames RHA).
Emerton hatte verschiedene Ämter bei der St John Ambulance Foundation inne; sie war dort mehrere Jahrzehnte ehrenamtlich tätig: von 1970 bis 1984 als „County Nursing Officer“, von 1984 bis 1988 als „County Commander“ für die Grafschaft Kent, von 1985 bis 1988 als „County Commissioner“ und anschließend bis 1996 als „Chief Nursing Officer“. Im Januar 2002 reichte sie ihren Rücktritt ein und sagte, dass sie keine weitere dreijährige Amtsperiode nach Auslaufen der derzeitigen Amtszeit im Juni 2002 wünsche. Bei der Wohlfahrtsorganisation Care in the Community war sie von 1996 bis 1998 „Chief Officer“ und von 1998 bis 2002 „Chief Commander“.
Bis zur Schließung im August 1988 hatte sie die Leitung des Wiedereingliederungsprogramms für Menschen mit Lernbehinderungen im Darenth Park Hospital inne.
Sie lebt in Tonbridge (Stand: 2003).

### Weitere Ämter
Emerton war Vorsitzende (Chairman) verschiedener Organisationen. So unter anderem von 1983 bis 1985 beim English National Board for Nurses Midwives and Health Visitors, von 1985 bis 1993 beim UK Central Council Nursing Midwives and Health Visitors, von 1992 bis 1998 des Nurses Welfare Service, von 1994 bis 2000 des Brighton Health Care NHS Trust und von 2003 bis 2006 Vorsitzende der National Association of Hospital and Community Friends.
Emerton war von 1992 bis 1998 Mitglied des Treuhandrates (Trustee) des Kent Community Housing Trust, von 2002 bis 2004 beim Burdett Nursing Trust. Die gleiche Funktion hat sie seit 2001 beim Defence Medical Welfare Service inne. Außerdem war sie von 1996 bis 2001 Laienmitglied (Lay Member) des General Medical Council (GMC) und ist seit 2004 Präsidentin der Florence Nightingale Foundation.

## Mitgliedschaft im House of Lords
Am 17. Februar 1997 wurde Emerton durch ein Letters Patent als Baroness Emerton, of Tunbridge Wells in the County of Kent and of Clerkenwell in the London Borough of Islington, zur Life Peeress erhoben. Ihre Antrittsrede im House of Lords hielt sie am 21. Juli 1997. Sie gehört zur Fraktion der Crossbencher.
Als Themen von politischem Interesse nennt sie auf der Webseite des Oberhauses Gesundheits- und Sozialfürsorge, Verteidigungspolitik, Wohlfahrt und Freiwilligendienste.
An Sitzungstagen liegt Emertons Anwesenheit im mittleren zweistelligen Bereich.

## Ehrungen
1989 wurde Emerton als Dame Commander des Order of the British Empire geadelt, 1992 ernannte man sie zum Deputy Lieutenant von Kent und 1993 erhielt sie die Auszeichnung Dame of Grace des Order of Saint John (D.St.J.)
Emerton ist Trägerin mehrerer Ehrendoktortitel. 1989 wurde sie von der University of Kent ehrenhalber zum Doctor of Civil Law (D.C.L.) ernannt. 1997 verlieh ihr die University of Brighton und die Kingston University den Titel eines Doctor of Science (D.Sc.) und die University of Central England (Birmingham City University) den Ehrentitel Doctor of University (D.U.).
Sie ist Fellow der Royal Society of Arts 2003 ernannte man sie zum Honorary Fellow der Canterbury Christ Church University und 2009 des King’s College London. Im gleichen Jahr wurde sie Fellow des Royal College of Nursing.